# Ctenitis velata
Ctenitis velata är en träjonväxtart som först beskrevs av Kze. och Georg Heinrich Mettenius, och fick sitt nu gällande namn av R. M. Tryon och A. F. Tryon. Ctenitis velata ingår i släktet Ctenitis och familjen Dryopteridaceae. Inga underarter finns listade.